# Get to Know Your Rabbit
Get to Know Your Rabbit (titlu original: Get to Know Your Rabbit) este un film american de comedie din 1972 scris de Jordan Crittenden și regizat de Brian De Palma. Rolurile principale au fost interpretate de actorii Tom Smothers, John Astin, Katharine Ross și Orson Welles.

## Distribuție
- Tom Smothers - Donald Beeman
- John Astin - Paul Turnbull
- Katharine Ross - Terrific-Looking Girl
- Orson Welles - Mr. Delasandro
- Susanne Zenor - Paula
- Samantha Jones - Susan
- Allen Garfield - Vic
- Hope Summers - Mrs. Beeman
- Charles Lane - Mr. Beeman
- Jack Collins - Mr. Reese
- Larry D. Mann - Mr. Seager
- Jessica Myerson - Mrs. Reese
- M. Emmet Walsh - Mr. Wendel
- Helen Page Camp - Mrs. Wendel
- Pearl Shear - Flo
- Robert Ball - Mr. Weber
- George Ives - Mr. Morris
- Anne Randall - Stewardess
- Bob Einstein - Police Officer
- King Moody - TV Reporter
- Judy Marcione - Mrs. Parsons
- Timothy Carey - Cop (nemenționat)